# トロント大学スカボロ校
トロント大学スカボロ（英語: University of Toronto Scarborough）は、オンタリオ州、トロントに本部を置くカナダの州立大学。1964年創立、1964年大学設置。大学の略称はUTSC。
トロント大学のスカボロ・キャンパスは1964年にスカボロ・カレッジとしてオープンし、現在フルタイムの学生がおよそ7,000人、パートタイムが800人が学んでいる。キャンパスはトロント東部のスカボロ地区にある。